# سکوویشن
سکوویشن (به لهستانی:  Skowieszyn) یک منطقهٔ مسکونی در لهستان است که در گمینا کونگسکووولا واقع شده‌است. سکوویشن ۷۵۱ نفر جمعیت دارد.